# Йорко Чокардани
Йорко Чокардани или Георгиос Цуканданас (на гръцки: Γεώργιος Τσουκαντάνας, Τσιουκαντάνας, Τσουκαντάνης) е гъркомански революционер от влашки произход, деец на гръцката въоръжена пропаганда в Македония от началото на XX век.

## Биография
Йорко Чокардани е роден в гревенското село Периволи или в Гревена, тогава в Османската империя. Внук е на революционера от Македонското въстание от 1854 година Стамули Чокардани. Присъединява се към гръцката пропаганда като четник, а от 1907 година ръководи отделение от четата на капитан Гермас (Николаос Цотакос), като е активен в района на Гревена, Горуша, Хрупища и Костурско и си сътрудничи с Адамантиос Манос. През 1912 година действа в района на родното си село. След 1913 година служи при военния комендант на област Западна Македония Л. Папагеоргиос. През 1918 година участва в полицейски хайки срещу пророялистки чети, като същата година е убит от бандата на Константинос Верверас.